# Stingray (televisieserie uit 1964)
Stingray (1964 – 1965) is een supermarionation-televisieserie gemaakt door Gerry en Sylvia Anderson. De serie werd geproduceerd door AP Films voor ATV en ITC Entertainment. De serie bestond uit 39 afleveringen die voor het eerst werden uitgezonden op ITV in Engeland.

## Verhaal en personages
Een aflevering begon altijd met de introductie "Stand by for action! We are about to launch Stingray! Anything can happen in the next half-hour!", begeleid door enkele actiescènes.
De serie draaide geheel om de Stingray, een zeer geavanceerde duikboot gemaakt voor snelheid en manoeuvreerbaarheid. Stingray is het vlaggenschip van de World Aquanaut Security Patrol (WASP), een 21e-eeuwse veiligheidsorganisatie gelokaliseerd in Marineville in het jaar 2065. In geval van een aanval kan de hele stad met hydraulische poten onder de grond verdwijnen. Marineville ligt 32 kilometer landinwaarts. Stingray wordt vanuit de stad gelanceerd door een tunnel die rechtstreeks naar de Grote Oceaan leidt.
De piloot van Stingray is Kapitein Troy Tempest (gemodelleerd naar James Garner). Hij wordt geholpen door navigator "Phones", zo genoemd vanwege zijn vaardigheid om hydrofoongeluiden na te bootsen (Zijn echte naam, George Sheridan, werd wel genoemd in de promotiecampagne voor de serie, maar nooit in de serie zelf). Troy en Phones gaan altijd aan boord van Stingray via een stoel die langs een paal afdaalt naar de duikboot. Ze krijgen hun orders van de aan een rolstoel gebonden Commandant Sam Shore, wiens dochter Atlanta Shore ook een WASP medewerker is.
Gedurende de serie komt de bemanning van Stingray een groot aantal onderwaterbewoners tegen, zowel vijandelijk als vriendelijk. De "Aquaphibians", een krijgerras dat ook duikboten gebruikt, komen geregeld voor in de serie, vaak onder bevel van King Titan of Titanica (gemodelleerd naar Laurence Olivier). In de pilotaflevering werd Stingray aangevallen door Titans troepen, waarna Troy en Phones werden gevangen. Ze werden gered door Titans slavin Marina (gemodelleerd naar Brigitte Bardot), een vrouw die niet kan praten maar wel onder water kan ademen. Troy is meteen onder de indruk van Marina, tot jaloezie van Atlanta. Na hun ontsnapping wordt Marina ook vast lid van Stingray's bemanning. Later krijgt ze ook een zeehond als huisdier, genaamd Oink.
Veel afleveringen draaien om Titans plannen om Stingray en Marineville te vernietigen. Het feit dat geen van deze plannen slaagt is vaak te danken aan de incompetentie van Titans spion Agent X-2-Zero (gemodelleerd naar Claude Rains).

## Achtergrond
Stingray was de eerste supermarionationserie, en op grotere schaal zelfs de eerste Britse serie, die geheel werd opgenomen in kleur.
De scripts van de afleveringen werden geschreven door Gerry en Sylvia Anderson, Alan Fennell (die later ook mee zou werken aan Thunderbirds), en Dennis Spooner. Barry Gray componeerde de muziek en Derek Meddings was verantwoordelijk voor de special effects.
Supercar ging over een voertuig dat over land, zee en in de lucht kon reizen, en Fireball XL5 ging over een ruimteschip. Het leek derhalve logisch dat de volgende stap een duikboot moest zijn. Dit leverde wel een paar technische uitdagingen op voor de productiecrew.
Stingray betekende een enorme doorbraak ten opzichte van Fireball XL5, zowel op het gebied van special effects als verhaal. Onderwaterscènes met marionetten en duikboten werden in werkelijkheid gefilmd op een droge set. Tussen de camera en de modellen werd een dunne tank gevuld met water, luchtbellen en vissen van verschillend formaat geplaatst. Dit wekte de indruk dat alles zich onder water afspeelde. Met lichteffecten werd dit nog verder versterkt. Scènes die zich afspeelden op het wateroppervlak werden gefilmd in een grote tank water met een blauwe kleurstof. Om te voorkomen dat de randen van de tank zichtbaar werden, werd de tank continu bijgevuld zodat het water over de randen stroomde en de randen zo bedekte. Deze technieken bleken zo succesvol dat ze ook werden toegepast voor de onderwaterscènes in Thunderbirds en Captain Scarlet.
Stingray was verder de eerste serie waarin de poppen verwisselbare hoofden hadden om verschillende emoties en gezichtsuitdrukkingen te tonen. De driehoeksverhouding tussen Troy, Atlanta en Marina heeft zeker voor een kinderserie een behoorlijk volwassen ondertoon.
Het personage Marina is uniek voor een Supermarionation-serie omdat ze nooit praat, behalve in de aflevering "Raptures of the Deep", waarin ze met Troy praat in diens droom.
Naast de 39 televisieafleveringen werden ook drie hoorspelen opgenomen met de originele stemacteurs. In een van deze hoorspelen werd onthuld dat Marina in werkelijkheid wel kan praten, maar dat haar volk is vervloekt door Titan; als een van hen praat, zal een ander sterven.

## Stemacteurs
- Troy Tempest .... Don Mason (spreken), Gary Miller (zingen)
- Phones .... Robert Easton
- Commander Shore .... Ray Barrett
- Atlanta Shore .... Lois Maxwell
- King Titan .... Ray Barrett
- Agent X-2-Zero .... Robert Easton
- Oink .... David Graham
- Luitenant Atlanta Shore .... Lois Maxwell / Kuniko Matsutoya

## Andere media

### Stripverhalen
In TV2000 is een reeks verhalen verschenen met als titel "Marina, het meisje van de zee". Daarin kwam een deel van de personages uit Stingray voor (Marina, haar vader Aphonis en hun volk, Titan en zijn aquafibianen met hun terreurvissen), maar niet de mensen van het vasteland (zoals Tempest en zijn collega's). Deze serie begint met de vervloeking door Titan, zodat Marina en haar vader niet meer mogen spreken.

### Invaders from the Deep
In 1981 werden vier afleveringen van Stingray ("Hostages of the Deep", "The Big Gun", "Emergency Marineville", en "Deep Heat") samengevoegd tot een filmversie van de serie genaamd Invaders from the Deep. Op Thanksgiving Day (14 november) 1988 werd deze film gebruikt voor de eerste aflevering van de serie Mystery Science Theater 3000.

## Vertalingen
- Frans: Escadrille sous-marine